# Heimo Pfeifenberger
Heimo Pfeifenberger (ur. 29 grudnia 1966 w Zederhaus) – austriacki piłkarz występujący na pozycji pomocnika lub napastnika, reprezentant Austrii w latach 1989–1998, trener piłkarski.

## Kariera klubowa
Piłkarską karierę Pfeifenberger rozpoczął w amatorskim zespole USV Zederhaus. Jego pierwszym profesjonalnym klubem był Casino Salzburg, w barwach którego zadebiutował w sezonie 1985/86. Przez trzy lata występował z Salzburgiem w rozgrywkach 1. Division.
W 1988 roku przeszedł do jednego z najbardziej utytułowanych klubów w kraju i ówczesnego mistrza Austrii, Rapidu Wiedeń. W jego barwach zadebiutował w Bundeslidze i występował tam w pierwszym składzie. W kolejnych trzech sezonach zdobywał ponad 10 goli na sezon, a w czwartym z nich zaliczył 9 trafień. W 1992 roku wrócił do Casino Salzburg i w sezonie 1992/93 wywalczył z nim wicemistrzostwo Austrii. Z 19 golami był też trzecim najlepszym strzelcem ligi.
Pfeifenberger w sezonie 1993/94 dotarł z Salzburgiem do finału Pucharu UEFA, w którym austriacki klub przegrał dwukrotnie 0:1 z włoskim Interem Mediolan. Po raz pierwszy w karierze został mistrzem Austrii, a zdobywając 14 goli w lidze został królem strzelców wraz z klubowym kolegą Nikolą Jurčeviciem. Latem zdobył Superpuchar Austrii, a następnie awansował z Salzburgiem do fazy grupowej Ligi Mistrzów. Za rok 1994 otrzymał nagrodę dla piłkarza roku w Austrii (APA-Fußballerwahl).
W sezonie 1994/95 obronił ze swoim klubem tytuł mistrzowski, a latem 1995 zdobył kolejny Superpuchar. W sezonie 1995/96 także występował w Casino Salzburg, ale nie osiągnął z nim sukcesu w lidze i bronił się przed spadkiem do drugiej ligi.
Latem 1996 Pfeifenberger przeszedł do niemieckiego Werderu Brema. W niemieckiej Bundeslidze zadebiutował 17 sierpnia w przegranym 2:3 wyjazdowym meczu z SC Freiburg. Swoją pierwszą bramkę na niemieckich boiskach zdobył 19 października w spotkaniu z Karlsruher SC, wygranym przez bremeńczyków 3:1. W Werderze występował w pomocy, zdobył 3 gole i zajął 8. miejsce. W sezonie 1997/98 jako rezerwowy strzelił 2 bramki, a Werder był siódmy w lidze.
W 1998 roku Pfeifenberger znów był piłkarzem SV Salzburg. W 2000 roku dotarł z nim do finału Pucharu Austrii, w którym Salzburg przegrał po serii rzutów karnych z Grazer AK. W drużynie był już częściej rezerwowym, jak grał w wyjściowym składzie. W 2003 roku zajął 3. miejsce w lidze, a w 2004 zakończył piłkarską karierę.
W 2005 roku Pfeifenberger został trenerem młodzieży w Red Bull Salzburg. W 2007 roku wznowił karierę piłkarską i grał w amatorskim SV Seekirchen 1945, a następnie na okres jednej rundy został grającym trenerem innego amatorskiego klubu – SV Grödig.
Statystyki kariery
| Sezon   | Klub            | Kraj    | Rozgrywki   | Mecze | Bramki |
| ------- | --------------- | ------- | ----------- | ----- | ------ |
| 1987/88 | Casino Salzburg | Austria | 1. Division | 30    | 13     |
| 1988/89 | Rapid Wiedeń    | Austria | Bundesliga  | 19    | 10     |
| 1989/90 | Rapid Wiedeń    | Austria | Bundesliga  | 25    | 13     |
| 1990/91 | Rapid Wiedeń    | Austria | Bundesliga  | 29    | 10     |
| 1991/92 | Rapid Wiedeń    | Austria | Bundesliga  | 34    | 9      |
| 1992/93 | Casino Salzburg | Austria | Bundesliga  | 34    | 19     |
| 1993/94 | Casino Salzburg | Austria | Bundesliga  | 31    | 14     |
| 1994/95 | Casino Salzburg | Austria | Bundesliga  | 27    | 11     |
| 1995/96 | Casino Salzburg | Austria | Bundesliga  | 30    | 14     |
| 1996/97 | Werder Brema    | Niemcy  | Bundesliga  | 25    | 3      |
| 1997/98 | Werder Brema    | Niemcy  | Bundesliga  | 18    | 2      |
| 1998/99 | SV Salzburg     | Austria | Bundesliga  | 15    | 2      |
| 1999/00 | SV Salzburg     | Austria | Bundesliga  | 11    | 0      |
| 2000/01 | SV Salzburg     | Austria | Bundesliga  | 16    | 1      |
| 2001/02 | SV Salzburg     | Austria | Bundesliga  | 26    | 4      |
| 2002/03 | SV Salzburg     | Austria | Bundesliga  | 13    | 5      |
| 2003/04 | SV Salzburg     | Austria | Bundesliga  | 24    | 5      |
| 2004/05 | SV Salzburg     | Austria | Bundesliga  | 1     | 0      |

## Kariera reprezentacyjna
W reprezentacji Austrii Pfeifenberger zadebiutował 23 sierpnia 1989 w wygranym 2:1 spotkaniu z Islandią. W 1990 roku był w kadrze Austrii na Mistrzostwa Świata we Włoszech, jednak nie zagrał tam w żadnym spotkaniu. W 1998 roku został powołany przez selekcjonera Herberta Prohaskę do kadry na Mistrzostwa Świata 1998. Tam zaliczył trzy mecze, grając w pierwszym składzie. Zagrał z Kamerunem (1:1), z Chile (1:1) oraz z Włochami (1:2). Po tym turnieju zakończył reprezentacyjną karierę. W drużynie narodowej łącznie  wystąpił w 40 meczach i strzelił 9 goli.

## Sukcesy

### Zespołowe
Casino Salzburg
- mistrzostwo Austrii: 1993/94, 1994/95
- Superpuchar Austrii: 1994, 1995

### Indywidualne
- król strzelców Bundesligi: 1993/94 (14 goli)[a]
- piłkarz roku w Austrii: 1994